# 아퀴레이라르키르캬

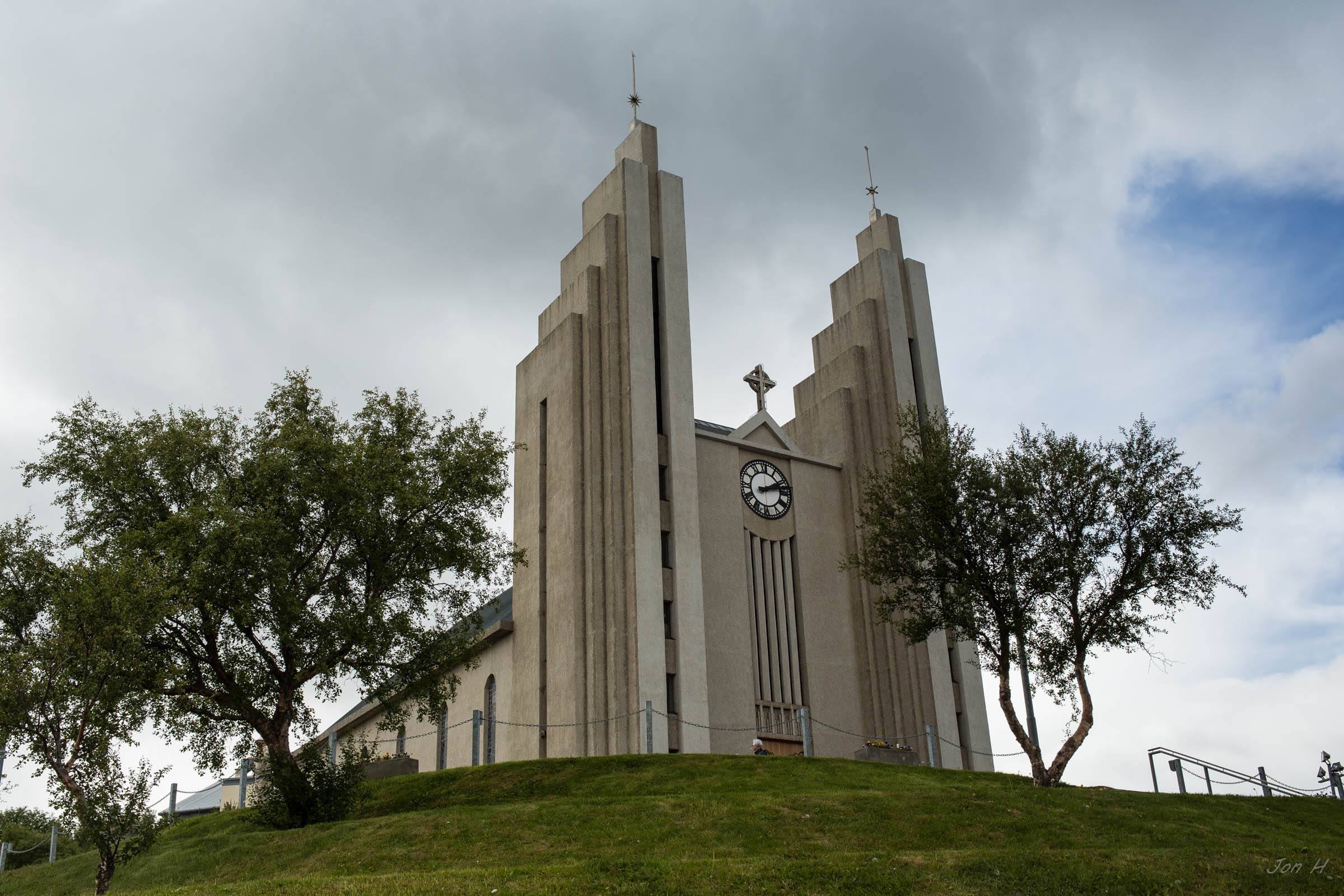
아쿠레이리 교회

아퀴레이리 교회 혹은 아퀴레이라르키르캬는 (Akureyarkirkja)  아이슬란드 북부 아퀴레이리에 있는 유명한 루터교 교회이다. 도시 중심부에 위치하고 있으며 Guðjón Samúelsson [구드욘 사무엘손] (1887~1950)이 설계하여 1940년에 완공되었다.
아퀴레이리 교회는 매우 큰 규모인 3,300개의 파이프 오르간이 주요 명물이다. 본당 신도석 발코니의 얕은 돋을새김의 장식은 조각가 Ásmundur Sveinsson (1893~1982)의 작품이다. 제단화는 1863년에 제작되었으며, 덴마크 예술가 에드바르트 레만(1815~1892)이 디자인했다. 교회의 창은 영국 데번주(州) 엑서터의 J. Wippel & Co.가 설계하고 제작했다. 이탈리아제 흰 대리석 세례반은 피렌체 출신 조각가 코라도 비니(1888~1956)가 제작했다. 천사 세례반은 유명한 덴마크 조각가 베르텔 토르발센 (1770~1844)의 작품의 복제본이다. 원작은 코펜하겐 대성당 ( Vor Frue Kirke )에 위치해있다.
2017년에 교회 외벽에 기물파손 행위가 발생해 2천만 ISK 상당의 피해가 발생했다.

## 참고문헌
1. ↑  “Akureyri church”. 《visitakureyri.is》. 2015년 6월 6일에 원본 문서에서 보존된 문서. 2019년 12월 1일에 확인함.
2. ↑  “Akureyrarkirkja (1940)”. 《kirkjukort.net》. 2017년 8월 22일에 원본 문서에서 보존된 문서. 2019년 12월 1일에 확인함.
3. ↑  “Guðjón Samúelsson”. 《mbl.is》. 2019년 12월 1일에 확인함.
4. ↑  “Ásmundur Sveinsson (1893–1982)”. 《artmuseum.is》. 2019년 12월 1일에 확인함.
5. ↑  “Edvard Lehmann”. 《Kunstindeks Danmark & Weilbach Kunstnerleksikon》. 2019년 12월 1일에 확인함.
6. ↑  
“wippell.com”. 《J. Wippell & Co. Ltd》. 2019년 12월 1일에 확인함.
7. ↑  “Bertel Thorvaldsen”. 《Kunstindeks Danmark & Weilbach Kunstnerleksikon》. 2019년 12월 1일에 확인함.
8. ↑  “Thorvaldsen's Work”. 《domkirken.dk》. 2019년 12월 1일에 확인함.
9. ↑  Óðinn Svan Óðinsson (2021년 6월 2일). “"Fögnum því að horfið hafi verið frá málsókn"” (아이슬란드어). RÚV. 2022년 4월 5일에 확인함.